# Johan Brädefors
Johan Herman Brädefors, född 5 februari 1888 i Pajala församling, död 26 april 1965 i Luleå domkyrkoförsamling, var en svensk elektriker och politiker (Sillénkommunist).
Brädefors var ledamot av Sveriges riksdags andra kammare för Sveriges kommunistiska parti 1933–1940, invald för Norrbottens läns valkrets.